# Giustiniani (famiglia genovese)

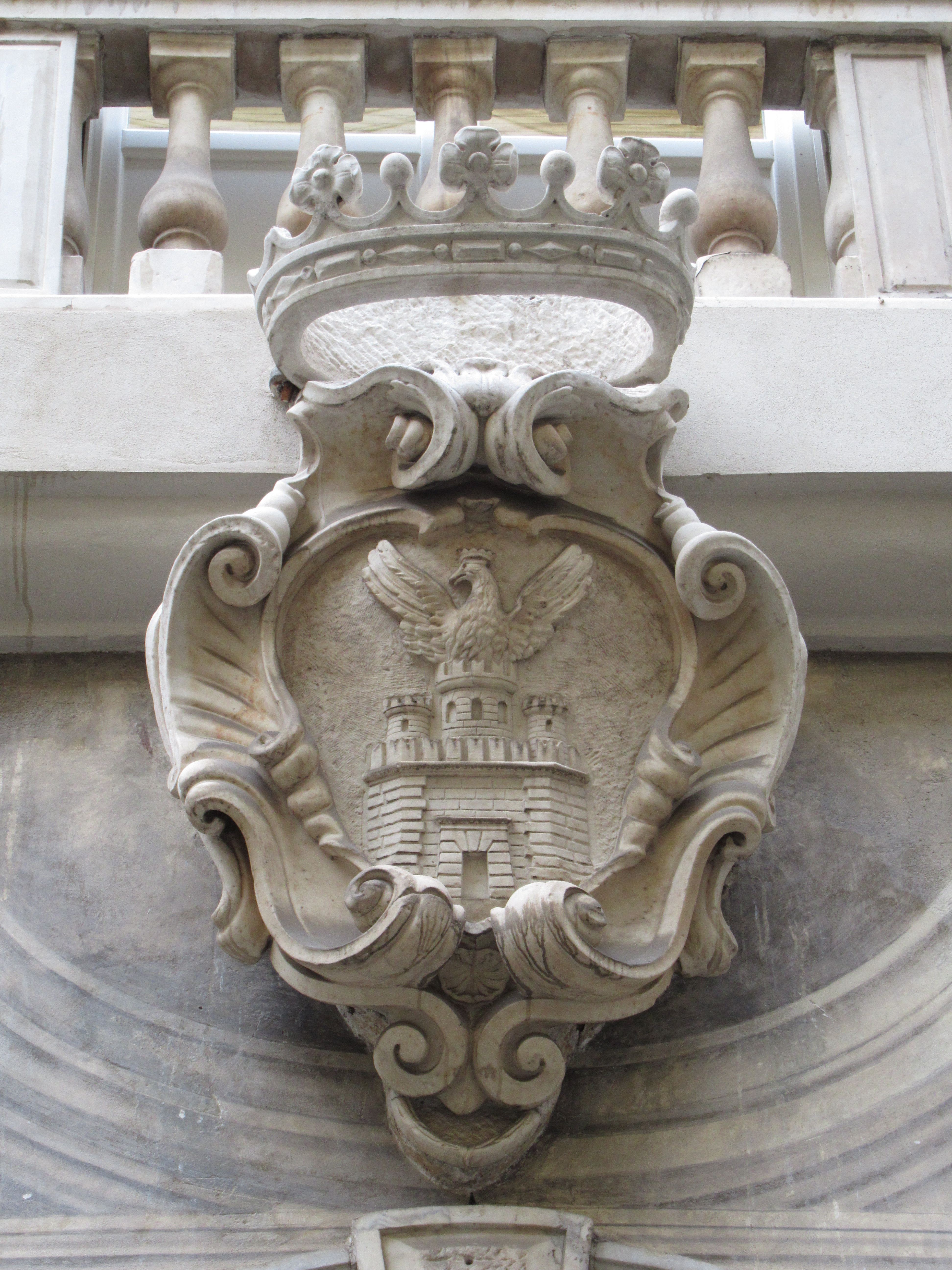
Stemma di Casa Giustiniani sulla facciata di Palazzo Marcantonio Giustiniani di Genova

I Giustiniani furono un importante albergo genovese, nato nel 1362 dall'aggregazione delle famiglie che costituivano la Maona di Chio, associazione commerciale incaricata dell'amministrazione dell'isola di Chio nel Mar Egeo.
Tra i diversi esponenti illustri compaiono letterati, cardinali e otto dogi della Repubblica di Genova.

## Storia

### Origini
Secondo una tradizione, le origini della famiglia Giustiniani sarebbero da ricercare nella Gens Anicia, un'antica gens romana. Secondo un'altra leggenda, famosa ma senza riscontri storici, sia i Giustiniani genovesi che l'omonima famiglia veneziana discenderebbero invece dall'imperatore bizantino Giustino II, nipote di Giustiniano I.

### Ascesa
Storicamente i Giustiniani genovesi nacquero come aggregazione di alcune famiglie che nel 1347 (o nel 1349 secondo altre fonti) erano state incaricate dal governo genovese dello sfruttamente dell'isola di Chio e delle vicine Cos, Samo, Icaria e Focea. Tali famiglie formarono un'associazione commerciale detta maona e nel 1362 decisero di associarsi in albergo e adottare Giustiniani come appellativo comune. Tale nome deriverebbe dal palazzo Giustiniani, la dimora genovese dove erano soliti riunirsi, forse in precedenza di proprietà della famiglia Giustiniani veneziana.
I membri della prima maona Giustiniani furono Nicolò de Caneto da Lavagna, Giovanni Campi, Francesco Arangio, Nicolò di San Teodoro, Gabriele Adorno, Paolo Banca, Tommaso Longo, Andriolo Campi, Raffaello de Forneto, Luchino Negro, Pietro Oliverio e Francesco Garibaldi. Successivamente Caneto, Arangio e San Teodoro lasciarono la società e al loro posto entrarono Frogosi, Recanelli e Rocca.

### XVI secolo
I Giustiniani mantennero, con diverse fortune, il controllo di Chio fino al 1566. Per quasi due secoli godettero del titolo di signori dell'isola, potevano battere moneta e gestirono il monopolio del commercio del mastice estratto dal lentisco e dell'allume, oltre al commercio di sale, vino, seta e altre merci provenienti dal vicino oriente.
Il 14 aprile 1566 Chio fu attaccata e conquistata dai turchi. Diversi notabili dell'isola furono catturati, i loro figli presi in ostaggio e diciotto di essi giustiziati. Tra i Giustiniani superstiti molti tornarono a Genova mentre altri si trasferirono a Roma, a Napoli o in altre città. Alcuni coloni rimasero infine a Chio e sull'isola è ancora presente il cognome Giustiniani e sue varianti.

### A Roma

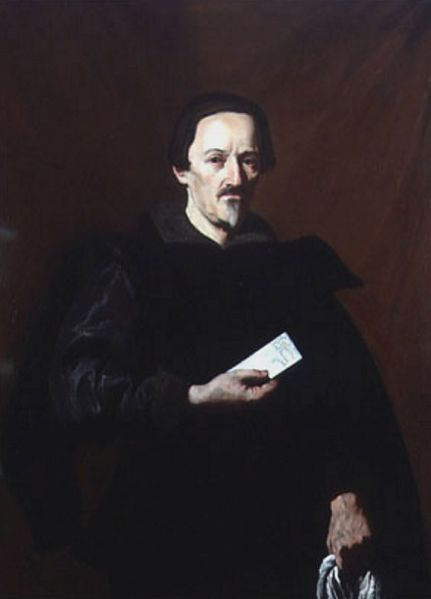
Il marchese Vincenzo Giustiniani in un ritratto di Nicolas Régnier (1630 circa)

A Roma, dove già risiedeva il cognato cardinale Vincenzo, si trasferì Giuseppe Giustiniani che divenne ben presto, grazie alle sue grandi ricchezze, uno dei banchieri più in vista della città. Tra i suoi figli, Benedetto divenne cardinale mentre Vincenzo fu un importante collezionista d'arte.  A Roma Giuseppe acquistò il palazzo ora utilizzato come residenza del Presidente del Senato della Repubblica.
A Roma vi sono una via dei Giustiniani di fronte al palazzo di Giuseppe Giustiniani e una piazza dedicata al cardinale Orazio Giustiniani.

### A Genova

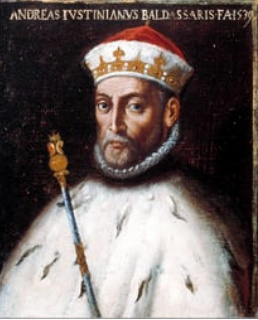
Il doge Giannandrea Giustiniani Longo

Anche durante il periodo della dominazione di Chio i Giustiniani mantennero legami molto forti con Genova, partecipando attivamente alla vita politica della città e imparentandosi con le altre grandi famiglie nobiliari, pur cercando di mantenersi neutrali nel caso di lotte tra fazioni avversarie. Appartennero ai Giustiniani otto dogi della Repubblica di Genova e un gran numero di senatori e magistrati.
A Genova ai Giustiniani sono dedicate una delle principali via del centro storico, antica direttrice cittadina che collega piazza San Giorgio e piazza Ferretto e sulla quale si affacciavano molto palazzi di proprietà della casata e delle famiglie associate, una piazzetta che si apre a metà della precedente via, circondata su due lati dal palazzo Marcantonio Giustiniani e su cui affaccia anche il palazzo Vincenzo Giustiniani Banca, entrambi palazzi dei rolli, e un vicolo che collega via San Bernardo a piazza Embriaci.

## Albergo Giustiniani
Nel 1528, in seguito alla riforma voluta da Andrea Doria, formarono uno dei 28 alberghi della città. Ad esso erano aggregate le famiglie Arena, Argiroffo, Banca, Benvenuto, Bonfante, Briadate, Cavatorta, Corsi, Figallo, Giustiniani, Leonardi, Moneglia, Mongiardino, Morghio, Navazzi, alcuni rami della famiglia Di Passano, Ponte, Prandi, Prato, Rebuffo, Rocca, Roccatagliata, Salvarezza, De Secto, Vallebona e Vegetti. Nel 1561 si aggiunsero i Bona, un ramo della famiglia Chiozza, i Figari, i Massone e i Vallerani.
- Arangi: antica famiglia genovese, furono parte della famiglia sin dalla sua fondazione.[9]
- Arena: famiglia proveniente da Rapallo.[10]
- Argiroffo: famiglia proveniente da Chiavari.[10]
- De Banca: famiglia originaria di Rapallo, tra quelle fondatrici dei Giustiniani.[11]
- Benvenuto: nativi di Nervi, entrarono nella famiglia nel 1528.[12]
- Bona: giunti a Genova da Monterosso, nel 1528 entrarono negli alberghi Giustiniani e De Franchi.[13]
- Bonfante: giunsero in Genova intorno al 1150 da Diano, nel 1528 furono ascritti alla famiglia.[14]
- Bonivento: provenienti dalla Romagna, vennero ascritti ai Giustiniani ed ai Gentile.[14]
- Briandate: provenienti da Biandrate (Lombardia), nel 1528 furono ascritti alla famiglia.[15]
- Campi: imparentati con i Visconti, essa fu una delle famiglie fondatrici della maona Giustiniani, nel 1528 furono ascritti ai Promontorio ed ai Lomellini.[16]
- Castello/De Castro: imparentati con i Visconti, da essi ebbero origine i Zaccaria. Entrarono nella famiglia nel 1394, che lasciarono nel 1439 per entrare nell'albergo Grimaldi.[17]
- Cavatorta: giunsero in Genova nel XII secolo, provenienti dalla Lombardia. Nel 1528 vennero ascritti alla famiglia.[18]
- Chioccia: giunsero in Genova nel XIV secolo, provenienti dalla Lombardia. Nel 1528 vennero ascritti alla famiglia.[19]
- Ciprotti: provenienti da Cipro, nel 1528 vennero ascritti alla famiglia.[20]
- Corsi: provenienti da Savona, nel 1528 vennero ascritti ai Giustiniani, ai Lomellini ed ai Cybo.[21]
- Figallo: originari di Rapallo, nel 1532 vennero ascritti alla famiglia.[22]
- Forneto: originari di Rapallo, entrarono nella maona Giustiniani dal XIV secolo.[23]
- Garibaldi: originari della Val Graveglia, entrarono nella maona Giustiniani dal XIV secolo. Nel 1528 entrarono negli alberghi Lomellini ed Interiano.[24]
- Leonardi: ascritti alla famiglia nel 1528.[25]
- Longhi: giunsero a Genova da Albenga intorno al 980. Entrarono nella maona Giustiniani dal XIV secolo.[26]
- Maruffo: provenienti da La Spezia, furono ascritti ai Giustiniani ed ai Fieschi.[27]
- Massone: giunsero in Genova da Recco nel 1150 e nel 1528 furono ascritti alla famiglia.[28]
- Moneglia: provenienti da Moneglia, nel 1528 furono ascritti ai Giustiniani, ai Lercaro ed ai Cicala.[29]
- Mongiardino: giunsero in Genova all'inizio del XIII secolo provenienti da Mongiardino Ligure.[29]
- Morchio: giunsero in Genova da Rapallo intorno alla metà del XIV secolo, vennero iscritti alla famiglia dal 1528.[30]
- Di Negro: originari di Portovenere, erano ascritti ai Giustiniani. Nel 1528 una parte della famiglia andò a formare un albergo autonomo.[31]
- Novari: giunsero in città da Novara e nel 1528 furono ascritti ai Giustiniani, Centurione e Doria.[32]
- Oliverio: famiglia di antica origine genovese, vennero ascritti ai Giustiniani ed ai De Franchi.[33]
- Di Pagana: provenienti da Savona o Rapallo, vennero ascritti ai Giustiniani ed ai De Franchi.[34]
- Da Passano: giunsero in Genova da Passano, nel 1528 furono ascritti ai Giustiniani, ai Lomellini ed ai Di Negro.[35]
- Ponte: provenienti dalla Val Polcevera, giunsero in Genova nel 1170. Risultano ascritti nella persona di Desiderio ai Fattinanti nel 1380. Nel 1528 furono ascritti ai Gentile, ai Cybo ed ai Giustiniani.[36]
- Prandi: provenienti dalla Lombardia, furono ascritti alla famiglia nel 1528.[37]
- Prato: provenienti da Prato, località della Val Bisagno, giunsero a Genova nel 1260. Nel 1528 furono ascritti ai Giustiniani ed ai Di Negro.[38]
- Rebuffo: giunti a Genova da Sestri Levante nel XIII secolo, nel 1528 furono ascritti alla famiglia.[39]
- Recanelli: giunsero in Genova dalla riviera ligure nel 1340 ed maona Giustiniani dal 1359.[39]
- Rocca: giunsero a Genova dalla val Bisagno intorno al 1260. Nel 1345 entrarono nei Giustiniani e nel 1528 anche nei Pallavicino.[40]
- Roccatagliata: provenienti dalla riviera di Levante e nel 1528 furono ascritti alla famiglia.[40]
- Salvarezza: provenienti da vicino Noli, giunsero in Genova intorno al 1430. Nel 1528 furono ascritti alla famiglia.[41]
- San Teodoro: provenienti dalla località genovese di San Teodoro, nel 1360 entrarono nella maona Giustiniani.[42]
- Sestri: provenienti da Sestri Levante, nel 1528 furono ascritti ai De Franchi ed ai Giustiniani.[41]
- Ughetti: antica famiglia genovese, netrò nella maona Giustiniani nel 1359.[43]
- Valerano: furono ascritti alla famiglia nel 1528.[44]
- Vallebona: provenienti dalla riviera ligure, furono ascritti alla famiglia nel 1528.[45]
- Vegetti: antica famiglia genovese.[46]
- Vignolo: provenienti da Recco, alcuni entrarono nella maona Giustiniani ed altri nel 1528 nell'albergo Grillo.[47]

## Arma

Stemma nobiliare dei Giustiniani

L'arma della famiglia era "di rosso al castello fortificato di tre torri, quella di mezzo più alta: il tutto d'argento, al capo d'oro alla aquila nascente coronata di nero". L'aquila imperiale fu aggiunta nel 1413 con il permesso dell'imperatore Sigismondo, che aveva nominato Francesco Campi Giustiniani, ambasciatore presso la sua corte, conte Palatino.

## Giustiniani di Roma

### Giustiniani di Bassano
Un ramo della famiglia Giustiniani si insediò a Roma ove ottenne il titolo di principe di Bassano Romano:
- Andrea (1605 - 1676), I principe di Bassano
- Carlo Benedetto (1649 - 1679), II principe di Bassano
- Vincenzo (1673 - 1754), III principe di Bassano
- Girolamo Vincenzo (1714 - 1757), IV principe di Bassano
- Benedetto (1735 - 1793), V principe di Bassano
- Vincenzo (1762 - 1826), VI principe di Bassano

Estinzione della casata

### Giustiniani Bandini
All'estinzione della casata principale, il titolo principesco ed i possedimenti vennero reclamati dalla famiglia Bandini, marchesi di Lanciano, nella persona di don Sigismondo figlio di Cecila e nipote di Vincenzo, VI principe di Bassano. Questi ottenne nel 1863 con breve pontificio di poter inquartare il proprio stemma di famiglia a quello dei Giustiniani, assumendo la qualifica di principe sul cognome.
- Sigismondo (1818-1908), I principe Giustiniani Bandini
- Carlo (1862-1941), II principe Giustiniani Bandini
  - Giuseppe (1896-1916), nobile romano

Estinzione della casata

## Genealogia

### Albero genealogico del ramo romano dei Giustiniani: Principi di Bassano[1]
|                                                                   |                                                                   |                               |                                                                                        |                                                                                        |                                     |                                                                                |                                                                                                | | | |                                                                                               | |                                                                                    |                                                                    |                                                            |                                                    |                                                    |                                   |                                                               |                                                               |                                                            |                                                            |
|                                                                   |                                                                   |                               |                                                                                        |                                                                                        |                                     |                                                                                |                                                                                                | | | |                                                                                               | · Giustiniani di Chio                                                                                               |                                                                                    |                                                                    |                                                            |                                                    |                                                    |                                   |                                                               |                                                               |                                                            |                                                            |
|                                                                   |                                                                   |                               |                                                                                        |                                                                                        |                                     |                                                                                |                                                                                                | | | |                                                                                               | |                                                                                    |                                                                    |                                                            |                                                    |                                                    |                                   |                                                               |                                                               |                                                            |                                                            |
|                                                                   |                                                                   |                               |                                                                                        |                                                                                        |                                     |                                                                                |                                                                                                | | | |                                                                                               | |                                                                                    |                                                                    |                                                            |                                                    |                                                    |                                   |                                                               |                                                               |                                                            |                                                            |
|                                                                   |                                                                   |                               |                                                                                        |                                                                                        |                                     |                                                                                |                                                                                                | | | |                                                                                               | Andreolo XVI secolo Consignore di Chio fino al 1566, poi fuggì a Messina Luchinetta "Giustina" Giustiniani de Banca |                                                                                    |                                                                    |                                                            |                                                    |                                                    |                                   |                                                               |                                                               |                                                            |                                                            |
|                                                                   |                                                                   |                               |                                                                                        |                                                                                        |                                     |                                                                                |                                                                                                | | | |                                                                                               | |                                                                                    |                                                                    |                                                            |                                                    |                                                    |                                   |                                                               |                                                               |                                                            |                                                            |
|                                                                   |                                                                   |                               |                                                                                        |                                                                                        |                                     |                                                                                |                                                                                                | | | |                                                                                               | |                                                                                    |                                                                    |                                                            |                                                    |                                                    |                                   |                                                               |                                                               |                                                            |                                                            |
|                                                                   |                                                                   |                               |                                                                                        | Giovanni Battista patrizio genovese                                                    | Giovanni Battista patrizio genovese |                                                                                |                                                                                                | | | | Cassano † post 1618 Senatore di Messina Caterina de Bellis                                    | Cassano † post 1618 Senatore di Messina Caterina de Bellis                                                          |                                                                                    | Bernardo * 1574 † 1616 Vescovo di Anglona e Tursi dal 1609         | Bernardo * 1574 † 1616 Vescovo di Anglona e Tursi dal 1609 |                                                    | Paolo patrizio genovese                            | Paolo patrizio genovese           | Brancaleona Bernardo Giustiniani Garibaldi, patrizio genovese | Brancaleona Bernardo Giustiniani Garibaldi, patrizio genovese | Geronima Giovanni Giustiniani Garibaldi, patrizio genovese | Geronima Giovanni Giustiniani Garibaldi, patrizio genovese |
|                                                                   |                                                                   |                               |                                                                                        |                                                                                        |                                     |                                                                                |                                                                                                | | | |                                                                                               | |                                                                                    |                                                                    |                                                            |                                                    |                                                    |                                   |                                                               |                                                               |                                                            |                                                            |
|                                                                   |                                                                   |                               |                                                                                        |                                                                                        |                                     |                                                                                |                                                                                                | | | |                                                                                               | |                                                                                    |                                                                    |                                                            |                                                    |                                                    |                                   |                                                               |                                                               |                                                            |                                                            |
|                                                                   |                                                                   |                               | Tommaso [illegittimo]                                                                  | Tommaso [illegittimo]                                                                  | Luca [illegittimo]                  | Luca [illegittimo]                                                             | Andrea * 1605 † 1676 1º Principe di Bassano Maria Pamphili                                     | Andrea * 1605 † 1676 1º Principe di Bassano Maria Pamphili                                                             | Vincenzo * 1616 † post 1644 Abate di San Cassiano di Messina                                                           | Vincenzo * 1616 † post 1644 Abate di San Cassiano di Messina                                        | Maria cavaliere Antonio Messina                                                               | Maria cavaliere Antonio Messina                                                                                     | Costanza † post 1685 Marco de Gregorio, marchese di Poggiogregorio                 | Costanza † post 1685 Marco de Gregorio, marchese di Poggiogregorio | Bianca Giuseppe Guasconi, nobile di Messina                | Bianca Giuseppe Guasconi, nobile di Messina        | Fabio [illegittimo]                                | Fabio [illegittimo]               |                                                               |                                                               |                                                            |                                                            |
|                                                                   |                                                                   |                               |                                                                                        |                                                                                        |                                     |                                                                                |                                                                                                | | | |                                                                                               | |                                                                                    |                                                                    |                                                            |                                                    |                                                    |                                   |                                                               |                                                               |                                                            |                                                            |
|                                                                   |                                                                   |                               |                                                                                        |                                                                                        |                                     |                                                                                |                                                                                                | | | |                                                                                               | |                                                                                    |                                                                    |                                                            |                                                    |                                                    |                                   |                                                               |                                                               |                                                            |                                                            |
| Olimpia * 1641 † 1729 Maffeo Barberini, II principe di Palestrina | Olimpia * 1641 † 1729 Maffeo Barberini, II principe di Palestrina | Vincenzo * 1643 † in gioventù | Vincenzo * 1643 † in gioventù                                                          | Giovanni Battista * 1644 † 1676                                                        | Giovanni Battista * 1644 † 1676     | Giuseppe Benedetto * 1646 † in gioventù                                        | Giuseppe Benedetto * 1646 † in gioventù                                                        | Girolamo * 1647 † in gioventù                                                                                          | Girolamo * 1647 † in gioventù                                                                                          | Caterina * 1648 † 1724 Giulio Savelli, III principe di Albano                                       | Caterina * 1648 † 1724 Giulio Savelli, III principe di Albano                                 | Carlo Benedetto * 1649 † 1679 II Principe di Bassano Caterina Gonzaga di Novellara                                  | Carlo Benedetto * 1649 † 1679 II Principe di Bassano Caterina Gonzaga di Novellara | Laura * 1655 † 1657                                                | Laura * 1655 † 1657                                        |                                                    |                                                    |                                   |                                                               |                                                               |                                                            |                                                            |
|                                                                   |                                                                   |                               |                                                                                        |                                                                                        |                                     |                                                                                |                                                                                                | | | |                                                                                               | |                                                                                    |                                                                    |                                                            |                                                    |                                                    |                                   |                                                               |                                                               |                                                            |                                                            |
|                                                                   |                                                                   |                               |                                                                                        |                                                                                        |                                     |                                                                                |                                                                                                | | | |                                                                                               | |                                                                                    |                                                                    |                                                            |                                                    |                                                    |                                   |                                                               |                                                               |                                                            |                                                            |
|                                                                   |                                                                   |                               |                                                                                        |                                                                                        |                                     | Vincenzo * 1673 † 1754 III Principe di Bassano Costanza Boncompagni-Ludovisi   | Vincenzo * 1673 † 1754 III Principe di Bassano Costanza Boncompagni-Ludovisi                   | Andrea * 1674 † 1733/1741 abate, chierico e Governatore Pontificio di Camerino                                         | Andrea * 1674 † 1733/1741 abate, chierico e Governatore Pontificio di Camerino                                         | Giovanni Battista * 1675 † 1751 patrizio genovese e nobile romano Giulia Boncompagni-Ludovisi       | Giovanni Battista * 1675 † 1751 patrizio genovese e nobile romano Giulia Boncompagni-Ludovisi | Girolamo * 1676 † 1676                                                                                              | Girolamo * 1676 † 1676                                                             | Alessandro * 1677 † 1756 Cavaliere dell'Ordine di Malta            | Alessandro * 1677 † 1756 Cavaliere dell'Ordine di Malta    | Carlo * 1679 † 1758 Cavaliere dell'Ordine di Malta | Carlo * 1679 † 1758 Cavaliere dell'Ordine di Malta | Alfonso * 1680 † 1749 abate laico | Alfonso * 1680 † 1749 abate laico                             |                                                               |                                                            |                                                            |
|                                                                   |                                                                   |                               |                                                                                        |                                                                                        |                                     |                                                                                |                                                                                                | | | |                                                                                               | |                                                                                    |                                                                    |                                                            |                                                    |                                                    |                                   |                                                               |                                                               |                                                            |                                                            |
|                                                                   |                                                                   |                               |                                                                                        |                                                                                        |                                     |                                                                                |                                                                                                | | | |                                                                                               | |                                                                                    |                                                                    |                                                            |                                                    |                                                    |                                   |                                                               |                                                               |                                                            |                                                            |
|                                                                   |                                                                   |                               | Maria Francesca * 1707 † 1783 Sforza Giuseppe Sforza Cesarini, III principe di Genzano | Maria Francesca * 1707 † 1783 Sforza Giuseppe Sforza Cesarini, III principe di Genzano | Giuseppe * 1710 † 1741 sacerdote    | Giuseppe * 1710 † 1741 sacerdote                                               | Francesco * 1711 † in gioventù                                                                 | Francesco * 1711 † in gioventù                                                                                         | Girolamo Vincenzo IV * 1714 † 1757 IV Principe di Bassano Anna Maria Angelica Ruspoli                                  | Girolamo Vincenzo IV * 1714 † 1757 IV Principe di Bassano Anna Maria Angelica Ruspoli               |                                                                                               | |                                                                                    |                                                                    |                                                            |                                                    |                                                    |                                   |                                                               |                                                               |                                                            |                                                            |
|                                                                   |                                                                   |                               |                                                                                        |                                                                                        |                                     |                                                                                |                                                                                                | | | |                                                                                               | |                                                                                    |                                                                    |                                                            |                                                    |                                                    |                                   |                                                               |                                                               |                                                            |                                                            |
|                                                                   |                                                                   |                               |                                                                                        |                                                                                        |                                     |                                                                                |                                                                                                | | | |                                                                                               | |                                                                                    |                                                                    |                                                            |                                                    |                                                    |                                   |                                                               |                                                               |                                                            |                                                            |
|                                                                   |                                                                   |                               |                                                                                        |                                                                                        |                                     |                                                                                |                                                                                                | | Benedetto II * 1735 † 1793 V Principe di Bassano Cecilia Carlotta Mahony                                               | |                                                                                               | |                                                                                    |                                                                    |                                                            |                                                    |                                                    |                                   |                                                               |                                                               |                                                            |                                                            |
|                                                                   |                                                                   |                               |                                                                                        |                                                                                        |                                     |                                                                                |                                                                                                | | | |                                                                                               | |                                                                                    |                                                                    |                                                            |                                                    |                                                    |                                   |                                                               |                                                               |                                                            |                                                            |
|                                                                   |                                                                   |                               |                                                                                        |                                                                                        |                                     |                                                                                |                                                                                                | | | |                                                                                               | |                                                                                    |                                                                    |                                                            |                                                    |                                                    |                                   |                                                               |                                                               |                                                            |                                                            |
|                                                                   |                                                                   | Vincenzo V * 1759 † 1759      | Vincenzo V * 1759 † 1759                                                               | Giuseppe * 1760 † in gioventù                                                          | Giuseppe * 1760 † in gioventù       | Caterina Valeria * 1761 † 1813 Baldassarre Odescalchi, III principe Odescalchi | Caterina Valeria * 1761 † 1813 Baldassarre Odescalchi, III principe Odescalchi                 | Andrea Vincenzo VI * 1762 † 1826 VI Principe di Bassano, VI Conte di Newburgh Nicoletta Grillo dei Duchi di Mondragone | Andrea Vincenzo VI * 1762 † 1826 VI Principe di Bassano, VI Conte di Newburgh Nicoletta Grillo dei Duchi di Mondragone | Maria Isabella * 1763 † 1783 Francesco Ruspoli, III principe di Cerveteri                           | Maria Isabella * 1763 † 1783 Francesco Ruspoli, III principe di Cerveteri                     | Lorenzo * 1767 † 1843 Cavaliere dell'Ordine di Malta                                                                | Lorenzo * 1767 † 1843 Cavaliere dell'Ordine di Malta                               | Giacomo * 1769 † 1843 Cardinale di Santa Romana Chiesa             | Giacomo * 1769 † 1843 Cardinale di Santa Romana Chiesa     | Giuseppe * 1775 † 17…                              | Giuseppe * 1775 † 17…                              |                                   |                                                               |                                                               |                                                            |                                                            |
|                                                                   |                                                                   |                               |                                                                                        |                                                                                        |                                     |                                                                                |                                                                                                | | | |                                                                                               | |                                                                                    |                                                                    |                                                            |                                                    |                                                    |                                   |                                                               |                                                               |                                                            |                                                            |
|                                                                   |                                                                   |                               |                                                                                        |                                                                                        |                                     |                                                                                |                                                                                                | | | |                                                                                               | |                                                                                    |                                                                    |                                                            |                                                    |                                                    |                                   |                                                               |                                                               |                                                            |                                                            |
|                                                                   |                                                                   |                               |                                                                                        |                                                                                        | figlio maschio * 1794 † 1794        | figlio maschio * 1794 † 1794                                                   | Cecilia * 1796 † 1877 ultima della sua stirpe Carlo Bandini, IV marchese di Lanciano e Rustano | Cecilia * 1796 † 1877 ultima della sua stirpe Carlo Bandini, IV marchese di Lanciano e Rustano                         | Teresa Cammilleri [illegittima, paternità incerta] Giuseppe Galea Feriol dei Baroni di San Marciano                    | Teresa Cammilleri [illegittima, paternità incerta] Giuseppe Galea Feriol dei Baroni di San Marciano | Giovanni Cammilleri [illegittimo, paternità incerta] Maria Borg                               | Giovanni Cammilleri [illegittimo, paternità incerta] Maria Borg                                                     |                                                                                    |                                                                    |                                                            |                                                    |                                                    |                                   |                                                               |                                                               |                                                            |                                                            |
|                                                                   |                                                                   |                               |                                                                                        |                                                                                        |                                     |                                                                                |                                                                                                | | | |                                                                                               | |                                                                                    |                                                                    |                                                            |                                                    |                                                    |                                   |                                                               |                                                               |                                                            |                                                            |
|                                                                   |                                                                   |                               |                                                                                        |                                                                                        |                                     |                                                                                |                                                                                                | | | |                                                                                               | |                                                                                    |                                                                    |                                                            |                                                    |                                                    |                                   |                                                               |                                                               |                                                            |                                                            |
|                                                                   |                                                                   |                               |                                                                                        |                                                                                        |                                     |                                                                                | Giustiniani Bandini ·                                                                          | Giustiniani Bandini ·                                                                                                  | | | Elena Cammilleri conte Gaetano Farrugia                                                       | Elena Cammilleri conte Gaetano Farrugia                                                                             |                                                                                    |                                                                    |                                                            |                                                    |                                                    |                                   |                                                               |                                                               |                                                            |                                                            |

## Personaggi illustri
Tra i membri illustri della famiglia Giustiniani è possibile ricordare
- Agostino Giustiniani (1470-1536), vescovo e autore di annali della Repubblica di Genova
- Alessandro Giustiniani (1778-1843), cardinale
- Alessandro Giustiniani Longo (1554-1631), doge della Repubblica di Genova tra il 1611 e il 1613
- Andreolo Giustiniani (1385-1456), antiquario e scrittore
- Angelo Giustiniani (1549-1600), vescovo cattolico
- Benedetto Giustiniani (1554-1621), cardinale
- Brizio Giustiniani (1713-1778), doge della Repubblica di Genova tra il 1775 e il 1777
- Francesco Giustiniani Garibaldo (1336-1408), doge della Repubblica di Genova nel 1393
- Giannandrea Giustiniani Longo (1494-1554), doge della Repubblica di Genova tra il 1539 e il 1541
- Giovanni Agostino Giustiniani Campi (1538-1613), doge della Repubblica di Genova tra il 1591 e il 1593
- Giovanni Antonio Giustiniani (1676-1735), doge della Repubblica di Genova tra il 1713 e il 1715
- Giovanni Giustiniani Longo (1418-1453), condottiero
- Luca Giustiniani (1586-1651), doge della Repubblica di Genova tra il 1644 e il 1646
- Orazio Giustiniani (1580-1649), cardinale
- Paolo Giustiniani Moneglia (1506-1586), doge della Repubblica di Genova tra il 1569 e il 1571
- Pier Giuseppe Giustiniani ( - 1651), poeta
- Pompeo Giustiniani (1569-1616), condottiero
- Vincenzo Giustiniani (cardinale) (1516-1582), cardinale
- Vincenzo Giustiniani (marchese) (1564-1637), banchiere e collezionista d'arte

## Palazzi, ville e castelli

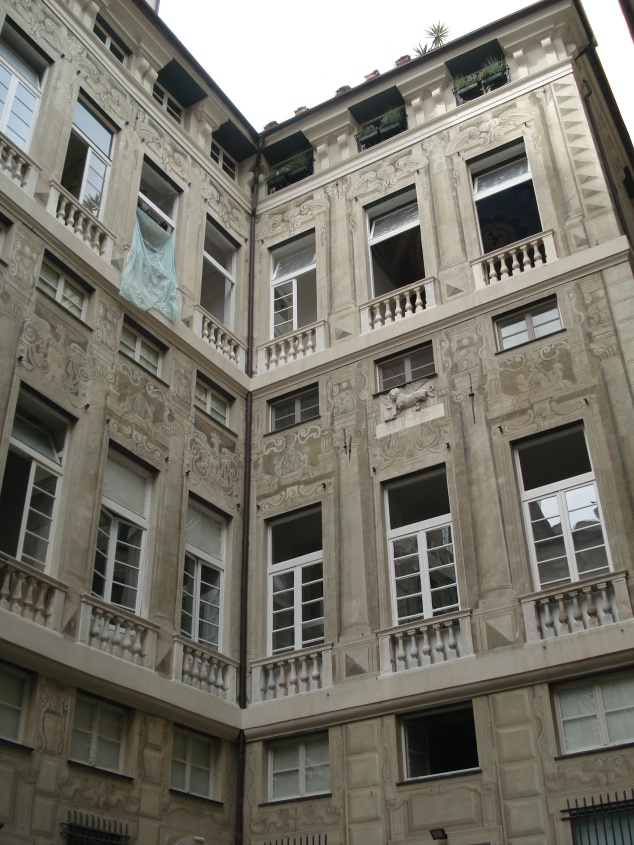
Palazzo Marcantonio Giustiniani a Genova

Tre le residenze genovesi appartenute ai Giustiniani si ricordano
- Palazzo Alessandro Giustiniani: situato in via San Bernardo nel centro storico cittadino, fu inserito tra i Rolli degli alloggiamenti pubblici nel 1599, quando era di proprietà di Alessandro Giustiniani.
- Palazzo Marcantonio Giustiniani: situato in Piazza Giustiniani 6 a Genova, fa parte dei palazzi iscritti all'elenco dei Rolli degli alloggiamenti pubblici. Deve il nome al nobile genovese che lo ingrandì e ristrutturò tra il XVII e il XVIII secolo.
- Palazzo Vincenzo Giustiniani Banca: fatto costruire dal cardinale Vincenzo Giustiniani, fa parte dei palazzi di Rolli.
- Villa Giustiniani-Cambiaso: fu costruita nel 1548 dal nobile Luca Giustiniani, padre del doge Alessandro Giustiniani Longo, che ne affidò il progetto all'architetto perugino Galeazzo Alessi. Passò in seguito alla famiglia Cambiaso e dal 1921 è sede della facoltà di ingegneria dell'Università di Genova.

Tra le residenze romane è possibile citare
- Palazzo Giustiniani: acquistato nel 1590 da Giuseppe Giustiniani arrivato a Roma dopo aver lasciato Chio, rimase di proprietà della famiglia fino al 1859. È oggi la residenza del Presidente del Senato della Repubblica.
- Villa Giustiniani Massimo: fu costruita nel 1605 dal marchese Vincenzo Giustiniani, che vi conservò le proprie collezioni d'arte.
- Villa Giustiniani Odescalchi fu costruita dal marchese Vincenzo Giustiniani a Bassano Romano